# Adh-Dhariyat
Adh-Dhariyat “Os Ventos Disseminadores” (do árabe:  سورة الذاريات ) é a quinquagésima primeira sura do Alcorão e tem 60 ayats. A sura é chamada de Adh-Dhariyat porque nela, Alá presta juramento em nome dos ventos.